# Синярка (деревня)
Синярка — упразднённая в 2016 году деревня в Кизнерском районе Удмуртской республики Российской Федерации. На момент упразднения входила в состав Липовского сельсовета.

## География
Урочище находится в юго-западной части республики, в зоне хвойно-широколиственных лесов, на берегу реки Синярка, на расстоянии примерно 5 километров (по прямой) на северо-запад от посёлка Кизнер, административного центра района.

### Климат
Климат характеризуется как умеренно континентальный. Среднегодовая температура воздуха — 2,5 °C. Средняя температура воздуха самого тёплого месяца (июля) — 18,7 °C; самого холодного (января) — −14,2 °C. Среднегодовое количество атмосферных осадков составляет 400—450 мм, из которых до 300 мм выпадает в тёплый период.

## История
Была известна с 1802 года как починок Дмитриевский на речке Синярка (позднее Синярской) с 14 дворами. 33 двора в 1873 году, 92 (1893), 122 (1905), 148 (1926). С 1870-х годов деревня Синярка. В 1926 году именовалась также как Старая Бодья.
В ноябре 2016 года были упразднены деревни Липовка и Синярка Липовского сельсовета, а также починок Советский Саркузского сельсовета.

## Население
| 2010 | 2012 | 2015 |
| ---- | ---- | ---- |
| 0    | →0   | →0   |

### Историческая численность населения
Постоянных жителей было: 50 (1802, мужчины), 341 (1873), 542 (1893), 795 (1905), 738 (1926, русские), 0 как в 2002 году, так и в 2012.

## Инфраструктура
Было личное подсобное хозяйство с зоной сельскохозяйственного использования, индивидуальная застройка усадебного типа.